# Union List of Artist Names
Union List of Artist Names (ULAN) és una base de dades en línia amb un vocabulari controlat, un registre d'autoritats que actualment conté al voltant de 293.000 noms i altra informació sobre artistes. Ulan pot incloure noms, pseudònims, variants ortogràfiques, noms en diversos idiomes, i els noms que han canviat amb el temps (per exemple, noms de casada). Tot i que es mostra com una llista, Ulan s'estructura com un diccionari de sinònims, que compleix amb les normes ISO i NISO per a la construcció de tesaurus; conté jeràrquica, equivalència i relacions associatives.
L'enfocament de cada registre Ulan és un artista. Actualment (2014) hi ha al voltant de 120 mil artistes a Ulan. A la base de dades, cada registre d'artista (també anomenat un tema en aquest manual) s'identifica mitjançant un identificador numèric únic. Vinculat a cada registre hi ha noms, artistes relacionats, fonts de les dades i notes. La cobertura temporal d'Ulan abasta des de l'Antiguitat fins al present i l'abast és global.
Ulan inclou noms propis i la informació associada sobre els artistes. Els artistes poden ser tant particulars (persones) o grups d'individus que treballen junts (entitats corporatives). Els artistes a Ulan generalment representen els creadors que participen en la concepció o la producció de les arts visuals i l'arquitectura. Alguns artistes de performance s'inclouen (però normalment no actors, ballarins, o altres artistes).